# أليكسي فاسيلييف
أليكسي فاسيلييف (بالروسية: Васильев, Алексей Юрьевич)‏ هو لاعب كرة قدم روسي في مركز الوسط، ولد في 28 أكتوبر 1987 في موسكو في روسيا. لعب مع توربيدو موسكو ودينامو بارنول وسيبير نوفوسيبيريسك وسيسكا موسكو ونادي أوفا.